# NITABOH 仁太坊-津軽三味線始祖外聞
『NITABOH 仁太坊-津軽三味線始祖外聞』（NITABOH にたぼう-つがるしゃみせんしそがいぶん）は、2004年2月21日に公開された日本のアニメーション映画。キャッチコピーは「人まねでない自分の三味線を弾け!」。

## 概要
津軽三味線の始祖である仁太坊（仁太郎）の生涯を描いた作品。仁太坊が三味線に出会い、革新的な奏法を極めていく様子を、史実とフィクションを交えて描いている。本作は、文部科学省や映倫青少年映画審議会、日本PTA全国協議会など多くの機関や団体から選定や推奨、推薦をもらっている。また、アジア最大のアニメ映画祭である“SICAF2006”の長編映画部門でグランプリを受賞した。

## あらすじ
幕末。生まれてすぐに母を亡くした仁太郎は、父と貧しいながらもつましく暮らしていた。ところが、仁太郎は8歳の時に重い病にかかり、失明してしまう。そんな中で仁太坊は自分に何ができるのかを考え、三味線にたどり着き、練習を始める。しかし11歳で父とも死別してしまう。家族を亡くし、たった一人で生きていくため、仁太坊は門付を始める。苦労の末、彼は地元で有名な奏者となるが、さらに新しい奏法を生み出そうと修業に出かける。

## 登場人物
仁太郎（にたろう）
声 - 日野聡、村田貴輝（少年期）
神原で暮らす青年。8歳の時に失明し、それ以降三味線に興味を持ち、たまなに師事する。「人を楽しませる三味線」を目指し、それまでとは異なる独自の奏法を生み出す。
ゆき
声 - 花村さやか、古川裕美（少女期）
たまなの娘。仁太郎の理解者。母の死後神原に戻り、商人の家に奉公しつつ、仁太郎を支える。
留吉（とめきち）
声 - 平田広明、田谷隼（少年期）
小作人の末息子。仁太郎にとっては理解者であり、兄のような存在。三太郎に弟子入りし、岩木川の川渡しの手伝いをする。
菊之助（きくのすけ）
声 - 今井朋彦
金木の造り酒屋・麹屋の息子。偶然聴いた仁太郎の三味線の音色に魅せられ、以降は仁太郎の理解者となる。
三太郎（さんたろう）
声 - 大塚明夫
仁太郎の父。岩木川の渡し守。妻おきぬの死後、男手一つで仁太郎を育てる。嵐の日に野武士の命令で舟を出し、洪水に呑まれ溺死する。
おきぬ
声 - Yae
仁太郎の母。瞽女。神原で三太郎と出会い結婚する。仁太郎を産んで間もなく病死する。
たまな
声 - 勝生真沙子
ゆきの母。瞽女。仁太郎に三味線の奏法を教え込む。神原を旅立って数年後に病死する。
お松（おまつ）
声 - 山本与志恵
神原の宿屋・松屋の女主人。三太郎とは長年の付き合いがあり、息子の仁太郎の身を常に気遣う。

## キャスト
- 仁太郎 - 日野聡
- 仁太郎（少年期） - 村田貴輝
- ゆき - 花村さやか
- ゆき（少女期） - 古川裕美
- 留吉 - 平田広明
- 留吉（少年期） - 田谷隼
- 三太郎 - 大塚明夫
- 菊之助 - 今井朋彦
- たまな - 勝生真沙子
- 和尚 - 納谷六朗
- お松 - 山本与志恵
- 検校 - 中庸助
- イタコ - 谷育子
- 田原坊 - 田島康成
- おきぬ - Yae
- 金子由之、水野龍司、塚田正昭、岩田安生、秋元羊介、小形満、園田恵子、くわはら利晃、清水敏孝、斎藤恵理、戸田亜紀子、倉持良子、渡辺英雄

## スタッフ
- ゼネラルプロデューサー - 村上匡宏
- 制作プロデューサー - 鷹木純一
- 企画 - 西澤真佐栄
- 企画協力 - 井上義昭、長島慎子
- 原作 - 大條和雄「ファンタジーミュージック〜始祖 仁太坊の一生〜」
- 監督・脚本 - 西澤昭男
- アニメーション監督・キャラクターデザイン - 高岡淳一
- 脚本原案 - 田中浩司
- 演出 - 下司泰弘
- 絵コンテ - 高岡淳一、まついひとゆき
- 総作画監督 - 釘宮洋
- 作画監督 - 小林利充、外崎春雄、高岡淳一、田中敦子、富沢信雄、松坂定俊、吉崎誠
- 作画監督補 - 仙波隆綱、鳥潟美佳
- 美術監督 - 工藤ただし
- 撮影監督 - 瓶子修一、林コージロー
- 音響監督 - 佐藤敏夫
- 音楽監督・ピアノ演奏 - クリヤ・マコト
- 小物デザイン - 小川浩、奥田万つ里
- 色彩設計・色指定 - 安達恵子
- 特殊効果 - 星美也子
- 音響効果 - 森川永子
- 編集 - 重村健吾
- 編集助手 - 肥田文、後藤争司、廣瀬清志
- 録音・調整 - 成田一明
- 録音助手 - 清本百合子、堀田英二、岩名路彦
- 語り - 小野木豊昭
- 三味線演奏 - 上妻宏光
- 尺八・笛演奏 - 土井啓輔
- 管弦楽演奏 - 安部慶子ストリングス、加藤明久、庄司知史、菅原恵子、菅原潤
- 義太夫三味線演奏 - 鶴澤津賀寿、鶴澤寛也、鶴澤賀寿
- 鳴物演奏 - 望月太喜之丞、若月宣宏
- 笛演奏 - 安藤紅
- オーケストレーション・指揮 - 天野正道
- オーケストラ演奏 - ポーランド国立ワルシャワフィルハーモニック・オーケストラ
- Special Thanks - 古賀英生、東郷宇
- 効果協力 - 田中秀美、上田文子、宮沢麻由加
- 作画協力 - ジェック・イー、スタジオMAT、テレコム・アニメーションフィルム、スタジオたくらんけ、イージーフィルム、葦プロダクション
- 協力・取材協力 - 青森県金木町、五所川原市教育委員会、青森朝日放送、あるてす、大久保津軽三味線教室、鈴木良子、イタコ口寄せ 日向恵子、青森県黒石市・鳴海醸造店、青森県弘前市・石場家住宅、青森県弘前市・旧岩田家住宅、貞友義典法律事務所、津軽三味線全国友の会、金木さなぶり荒馬保存会
- 3DCG制作 - デジタル・フロンティア、赤華
- アニメーション制作 - ワオワールド
- 制作協力 - マッドハウス、スタジオぴえろ、ユーフォーテーブル、WAO!東京スタジオ、アイキューブ
- 製作 - ワオ・コーポレーション
- 配給 - ワオワールド
- 配給協力 - メイジャー

## 主題歌・挿入歌
主題歌「新生」
作詞 - 西澤昭男 / 作曲 - クリヤ・マコト / 歌 - Yae
挿入歌「たまなのテーマ」
作詞 - 岸田幸子 / 作曲 - クリヤ・マコト / 歌 - 岸田幸子
挿入歌「道」
作詞 - 村上匡宏 / 作曲 - クリヤ・マコト / 歌 - Yae

## 受賞
- 第7回 Reel 2 Real 映画祭 ベストピクチャー賞
- 第11回 リヨン-アジア映画祭 観客によるベストアニメ賞
- 第10回 SICAF 長編映画部門 グランプリ